# Episodi di Degrassi: The Next Generation (prima stagione)
| nº | Titolo originale             | Titolo italiano            | Prima TV Canada  | Prima TV Italia |
| -- | ---------------------------- | -------------------------- | ---------------- | --------------- |
| 1  | Mother and Child Reunion (1) | Ritrovarsi                 | 14 ottobre 2001  | 12 giugno 2006  |
| 2  | Mother and Child Reunion (2) | Pericolo per Emma          | 14 ottobre 2001  | 13 giugno 2006  |
| 3  | Family Politics              | Battaglia elettorale       | 4 novembre 2001  | 14 giugno 2006  |
| 4  | Eye of the Beholder          | Internet, che passione!    | 11 novembre 2001 | 15 giugno 2006  |
| 5  | Parents' Day                 | Il giorno dei genitori     | 18 novembre 2001 | 16 giugno 2006  |
| 6  | The Mating Game              | Educazione sessuale        | 25 novembre 2001 | 19 giugno 2006  |
| 7  | Basketball Diaries           | La partita di basket       | 2 dicembre 2001  | 20 giugno 2006  |
| 8  | Secrets & Lies               | Segreti e bugie            | 9 dicembre 2001  | 21 giugno 2006  |
| 9  | Coming of Age                | Passaggio d'età            | 16 dicembre 2001 | 22 giugno 2006  |
| 10 | Rumours and Reputations      | Pettogolezzi e reputazioni | 6 gennaio 2002   | 23 giugno 2006  |
| 11 | Friday Night                 | Scherzi inaspettati        | 27 gennaio 2002  | 26 giugno 2006  |
| 12 | Wannabe                      | Sogni e desideri           | 3 febbraio 2002  | 27 giugno 2006  |
| 13 | Cabaret                      | Facciamo cabaret           | 17 febbraio 2002 | 28 giugno 2006  |
| 14 | Under Pressure               | Ecstasy                    | 24 febbraio 2002 | 29 giugno 2006  |
| 15 | Jagged Little Pill           | Sotto pressione            | 3 marzo 2002     | 30 giugno 2006  |